# Andrej Lanišek
Andrej Lanišek, slovenski biatlonec, * 13. oktober 1957, Ljubljana.
Lanišek je za Jugoslavijo nastopil na Zimskih olimpijskih igrah 1984 v Sarajevu, kjer je tekmoval v šprintu na 10 km, v teku na 20 km ter v štafeti 4 x 7,5 km. Osvojil je 49. mesto v šprintu ter 41. mesto v teku na 20 km. Štafeta je takrat končala na 17. mestu.